# 斯氏宅泥魚
斯氏宅泥魚，又稱斯氏圓雀鯛，為輻鰭魚綱鱸形目隆頭魚亞目雀鯛科的其中一種，分布於中太平洋東部馬克薩斯群島海域，為特有種，深度5-15公尺，本魚體呈卵圓形而側扁，體色淡藍色至灰白色，魚鱗具黑色邊緣，形成網狀紋，胸鰭基部具黑斑，尾鰭叉形，背鰭硬棘12枚、背鰭軟條15-16枚、臀鰭硬棘2枚、臀鰭軟條14-15枚，體長可達9公分，棲息在珊瑚礁及岩礁區，以浮游生物為食，生活習性不明。